# Aleksej Kurcevič
Aleksej Petrovič Kurcevič (in russo Алексей Петрович Курцевич?; Leningrado, 23 giugno 1989) è un cestista russo.
È conosciuto anche con la traslitterazione Alexey Kurtsevich.

## Palmarès
- Coppa di Russia: 1

Novosibirsk: 2016-17